# Wibautpark
Het Wibautpark is een klein park in Amsterdam-Oost. Het park is aangelegd op de voormalige groenstrook ten zuiden van de voormalige hoofdkantoren van Het Parool en van Trouw, ook wel de "Parooldriehoek" genoemd, en ligt ingeklemd tussen de Wibautstraat, de spoordijk en de Platanenweg. De zuidoostelijke toegang van het metrostation Wibautstraat ligt vlak bij het park. Het park is door middel van een viaduct in de spoordijk ook verbonden met de Tugelaweg. Het gebied waar het park nu ligt behoorde tot 1896 tot de gemeente Nieuwer Amstel maar werd dat jaar door Amsterdam geannexeerd.    
De groenstrook verscheen na het verdwijnen van de laaggelegen spoorbaan en de aanleg van de Wibautstraat na 1939. De groenstrook werd ook wel het "Wibautplantsoen" genoemd en bestond oorspronkelijk uit een lap gras, enkele bomen, struiken en een aantal zitbankjes. In de jaren zeventig tijdens de bouw en afzinking van de metrocaissons van de Oostlijn in de Wibautstraat was een deel van de groenstrook maar ook de Platanenweg en Vrolikstraat tijdelijk ingebruik als verkeersweg stadinwaarts. Na de aanleg van de metrotunnel kwam de groenstrook weer geheel terug.     
In de jaren 2013 en 2014 is door de gemeente de groenstrook veranderd in een echt stadsparkje waarbij naast nieuwe beplanting ook wandelpaden voorzien van schelpen zijn aangelegd die in verhouding tot de grootte van het park nogal breed zijn uitgevallen. Daarnaast is  er nieuw straatmeubilair geplaatst waarna het park officieel werd geopend. Ook bevindt zich nabij het park de "Wibauttuin", verzorgd door buurtbewoners. Het park is vooral bestemd voor de direct omwonenden, vooral voor de bewoners van de kleine nabijgelegen flats zonder balkons. 
Het park is net als de Wibautstraat vernoemd naar Floor Wibaut.